# Solenopsis silvestrii
Solenopsis silvestrii es una especie de hormiga del género Solenopsis, subfamilia Myrmicinae.